# زنگاری‌قارچ‌ها
زنگاری‌قارچ‌ها(نام علمی: Pucciniomycetes) نام یک رده از زیرشاخه قارچ‌های زنگاری است.